# Traveller of the mind
|  | Denne artikel er oprettet af botten PalnaBot ud fra en ekstern database. Den kan derfor have sproglige fejl eller mangler. Denne skabelon kan fjernes efter kontrol af indholdet. |

Traveller of the mind er en film instrueret af Bettina Vestergaard.

## Handling
Hypnoseseance som vises på 2 monitorer. Det er en hypnoseseance, hvor jeg bliver hypnotiseret af en hypnotisør. Beskueren har også mulighed for at bliver hypnotiseret. Værket handler om ordets forførelse, illusion og forskellige bevidsthedsrum.